# Josef Kaderka

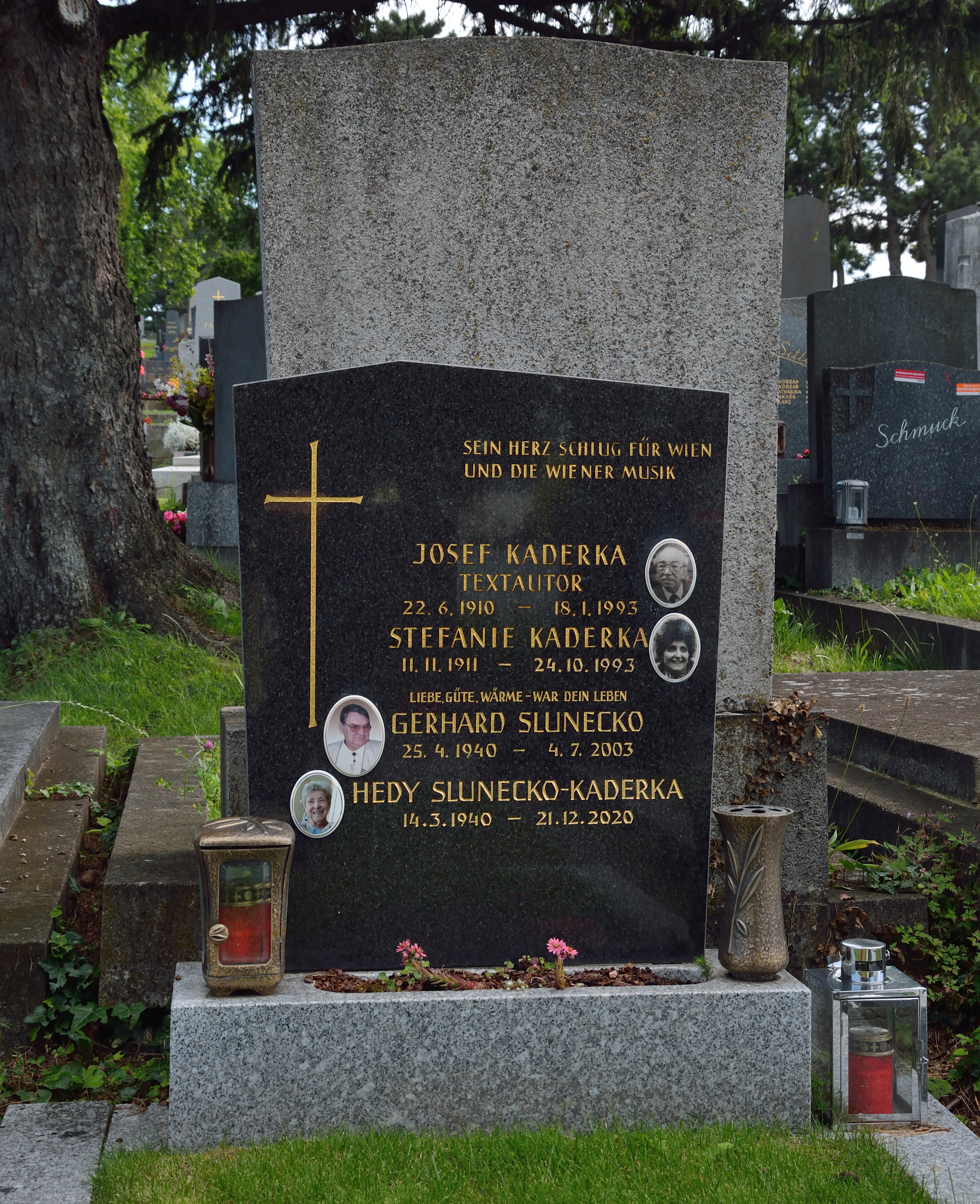
Grabstätte von Josef Kaderka

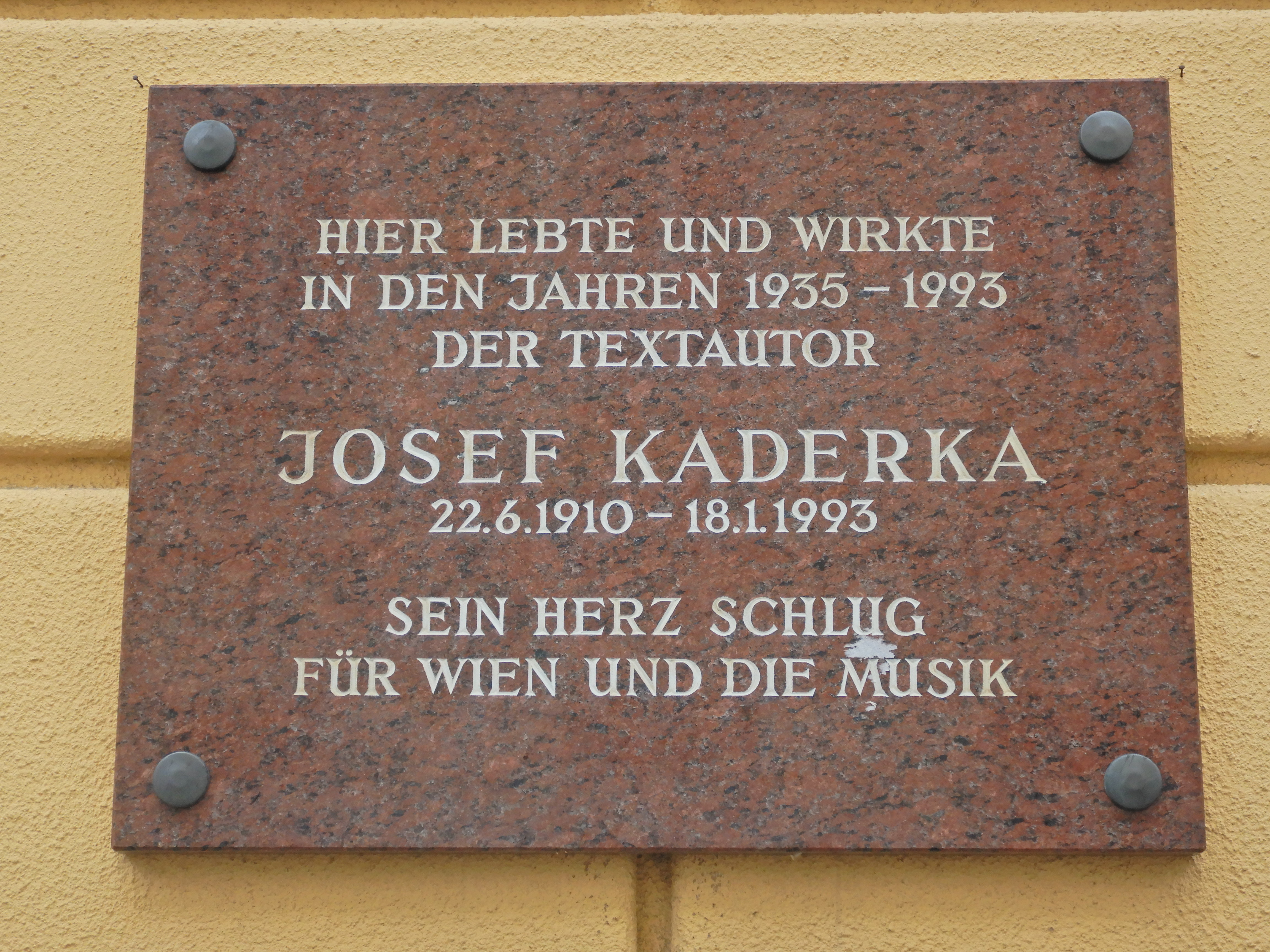
Gedenktafel in der Marnogasse 1 in Wien

Josef Kaderka, auch Pepi Kaderka, (* 22. Juni 1910 in Wien; † 18. Jänner 1993) war ein österreichischer Musiker und Liedtexter.

## Leben
Kaderka lernte in der Kindheit das Zitherspielen und später Violine sowie Schlagzeug. Nachdem er  erfolgreich eine Lehre als Schriftsetzer beim Herold-Verlag absolviert hatte, spielte er in verschiedenen Kapellen. 1936 heiratete er. 1940 wurde er zur Wehrmacht eingezogen und im slowakischen Malacky beim Musikcporps stationiert. Dabei war er auch für das Fronttheater tätig und spielte unter anderem mit Hilde Krahl, Jane Tilden sowie Richard Eybner. In dieser Zeit begann er auch seine ersten Liedertexte zu schreiben wie beispielsweise „Heiliger Ulrich, du kennst mei’ Lad“ (Musik: Fred Schelling). Nach dem Krieg war er 16 Jahre lang Mitglied in der Kapelle von Ferry Hecht und widmete sich vermehrt dem Texten von Wienerliedern. Kaderka spielte im Trio mit Hans Englinger und Schnabl und später mit Englinger und Raska, mit denen er unter anderem durch Europa tourte.
Kaderka textete über 1000 Wienerlieder und Schlager, von denen einige große Popularität erlangten.
Kaderka wurde auf dem Ottakringer Friedhof (MK-4-25) in Wien bestattet.

## Auszeichnungen
- Goldenes Verdienstzeichen des Landes Wien
- Fenstergucker-Relief
- Augustin Plakette
- Goldene Feder
- Robert Stolz Medaille in Bronze und Silber
- Goldene VÖT-Nadel
- Im Rahmen einer Fernseh-Veranstaltung Internationaler Schallplattenpreis wurde er als erfolgreichster Textautor seit 1945 mit dem ORFEUS ausgezeichnet
- Nicht ohne ein kleines Schmunzeln der Akteure gab es in Deutschland eine Goldene Schallplatte für das Lied Jeder Autofahrer wird zum Nasenbohrer![3]
- Im Jahr 1999 wurde im 17. Bezirk der Josef-Kaderka-Park nach ihm genannt.[4]